# Xian de Gyaca
Le xian de Gyaca (加查县 ; pinyin : Jiāchá Xiàn) est un district administratif de la région autonome du Tibet en Chine. Il est placé sous la juridiction de la préfecture de Shannan.

## Démographie
La population du district était de 17 695 habitants en 1999.